# Sa'ar Ganor
Sa'ar Ganor (hebrejsky סער גנור‎)
je izraelský archeolog.
Vystudoval archeologii na Hebrejské univerzitě Jeruzalémě. Vede spolu s Josefem Garfinkelem vykopávky v Churvat Keijafa (v anglickém přepisu Khirbet Qeiyafa), považovaný za biblický Ša'arajim. Je také inspektorem Izraelského památkového úřadu (od roku 2001) a přednáší na Hebrejské univerzitě.
Ganor rozpoznal neobvyklou velikost zbytku hradeb v Churvat Keijafa roku 2003. Tři roky poté provedl s Garfinkelem základní průzkum a předběžné vykopávky roku 2007. První sezóna začala v létě 2008. Zatím byla vykopána čtyři procenta naleziště.

## Vykopávky
- Churvat Keijafa (Khirbet Qeiyafa)

## Publikace
- GARFINKEL, Josef, GANOR, Saar, HASEL, Michael. Ikvot David ha-melech be-emek ha-Ela. 2012. 230 s. ISBN 978-965-545-610-3.